# Лох-Ерн
Лох-Ерн (ірл. Loch Éirne, англ. Lough Erne) — подвійне озеро в Північній Ірландії площею 123 км² і глибиною в 69 метрів (найглибше озеро острова Ірландія). Озеро судноплавне; через нього до затоки Донегол тече річка Ерн.
В озері розташовано 154 острови. Найпримітніші серед них Девеніш (на якому збереглася кругла ірландська вежа XII століття), острів Боа з кладовищем та двома стародавніми кам'яними ідолами та Ініштурк, куплений танцюристом Майклом Флетлі; крім того, серед острів озера — Ласті Біг, Ластімор.

## Галерея

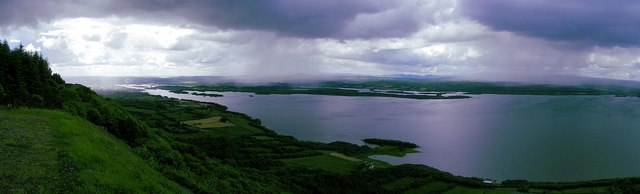
Нижній Лох-Ерн
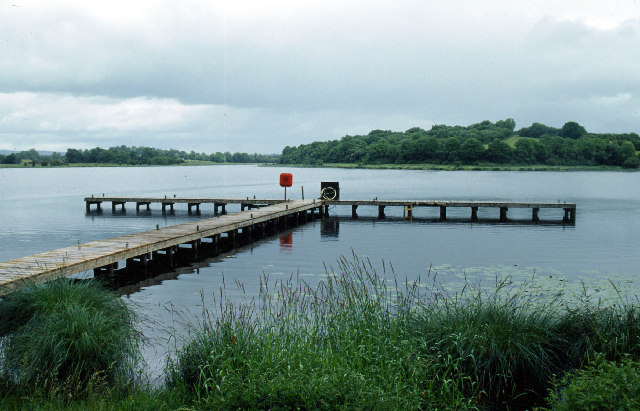
Верхній Лох-Ерн
Панорама верхнього Лох-Ерну